# Sho Shimoji
Sho Shimoji (下地 奨 Shimoji Sho?, nacido el 2 de agosto de 1985 en Okinawa) es un futbolista japonés que se desempeñaba como centrocampista.

## Trayectoria

### Clubes
| Club                | País      | Año         |
| ------------------- | --------- | ----------- |
| Sagan Tosu          | Japón     | 2009 - 2010 |
| Sportivo Luqueño    | Paraguay  | 2011        |
| Linense             | Brasil    | 2011        |
| Águia Negra         | Brasil    | 2012        |
| BEC Tero Sasana FC  | Tailandia | 2013 - 2014 |
| Police United FC    | Tailandia | 2015        |
| Chainat Hornbill FC | Tailandia | 2016        |
| Udon Thani FC       | Tailandia | 2017 -      |